# Tripleurospermum
 Tripleurospermum   Sch.Bip., 1844 è un genere di piante angiosperme dicotiledoni della famiglia delle Asteraceae, sottofamiglia Asteroideae, tribù Anthemideae (Eurasian grade) e sottotribù Anthemidinae.

## Etimologia
Il nome del genere deriva da tre parole della lingua greca antica: "treis" (= tre), "pleura o pleuron" (= costola o coste) e "sperma" (= seme), e fa riferimento alla particolare struttura degli acheni.
Il nome scientifico del genere è stato definito dal botanico Carl Heinrich Schultz (1805-1867) nella pubblicazione " Ueber die Tanaceteen...Haardt" (Tanaceteen 31) del 1844.

## Descrizione

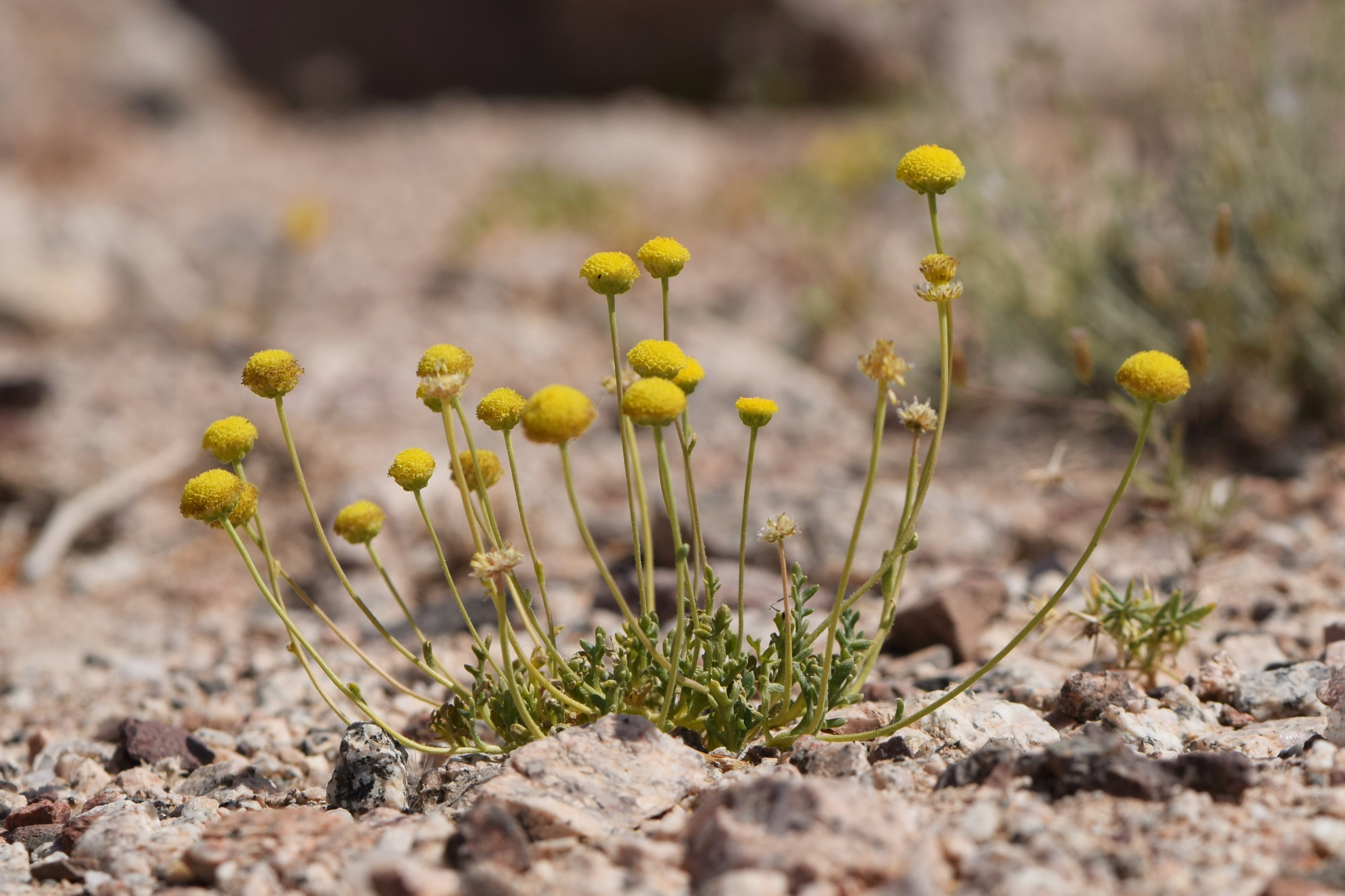
Il portamento
Tripleurospermum auriculatum

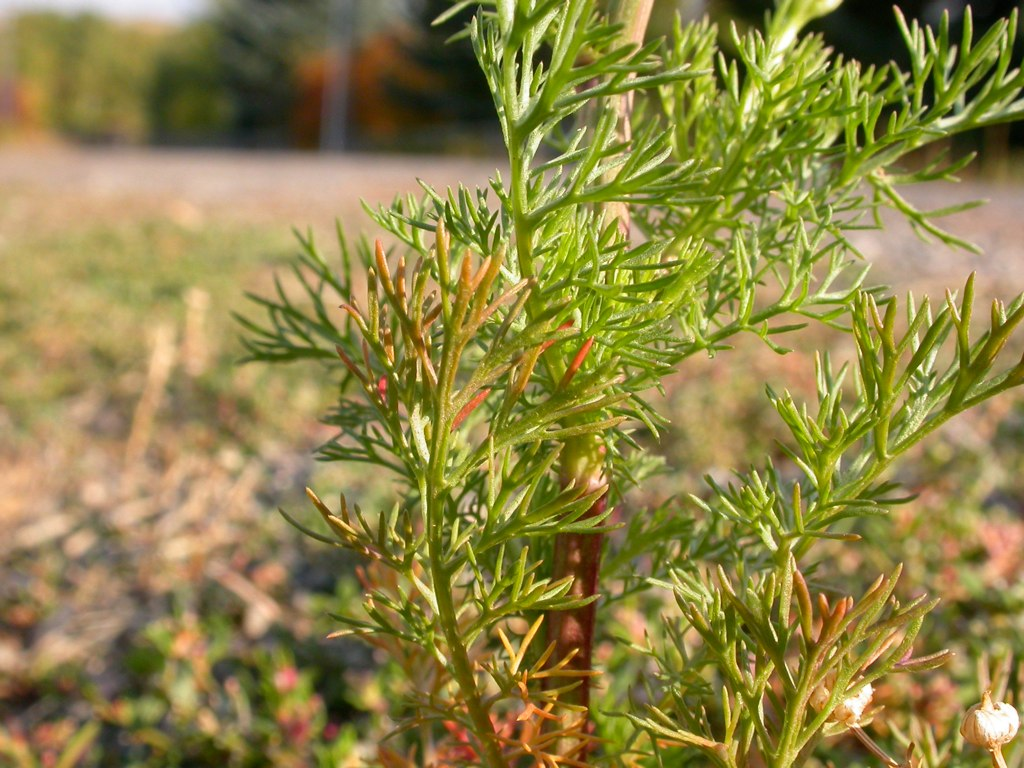
Le foglie
Matricaria maritima leaves

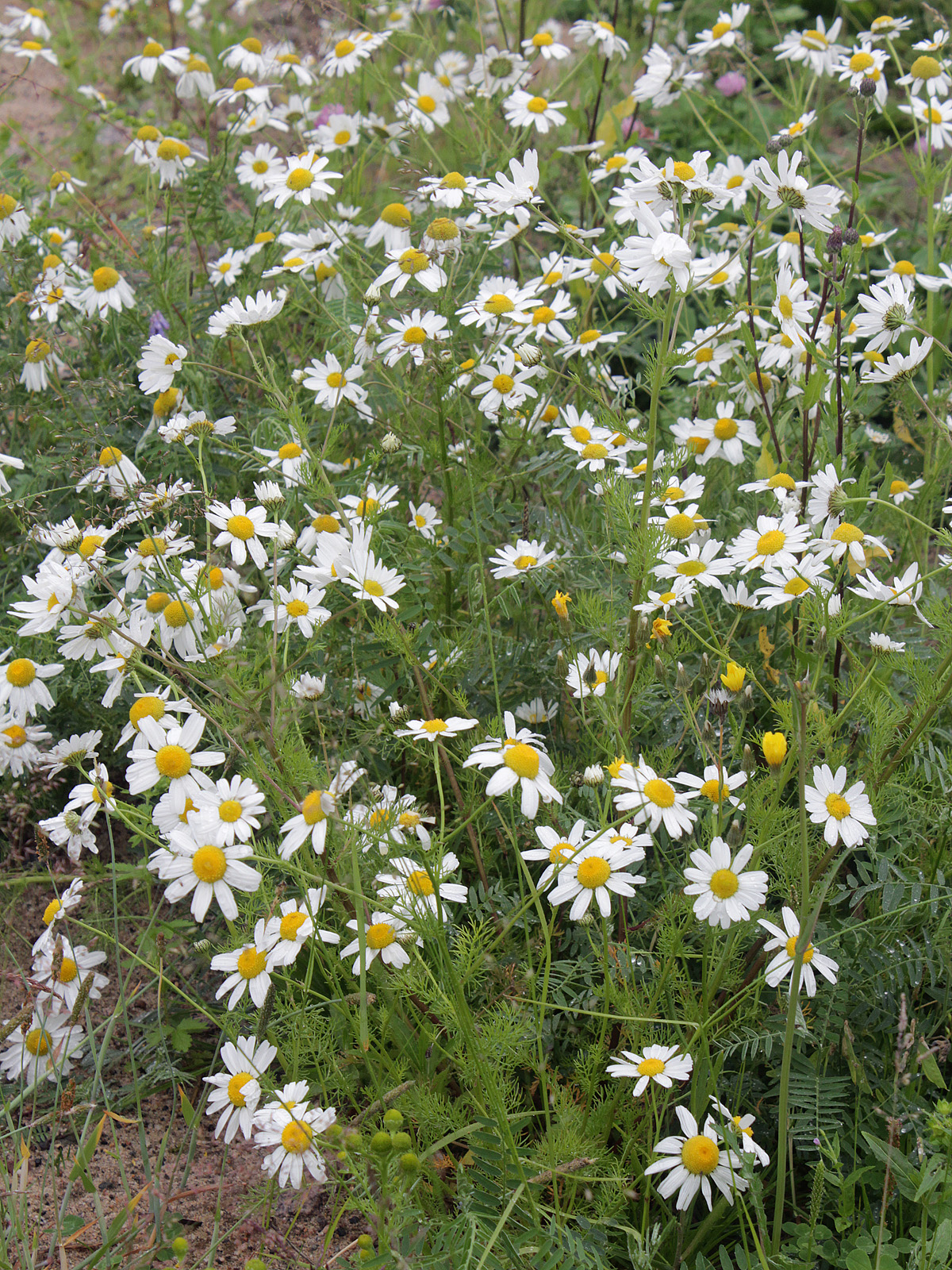
Infiorescenza
Tripleurospermum maritimum

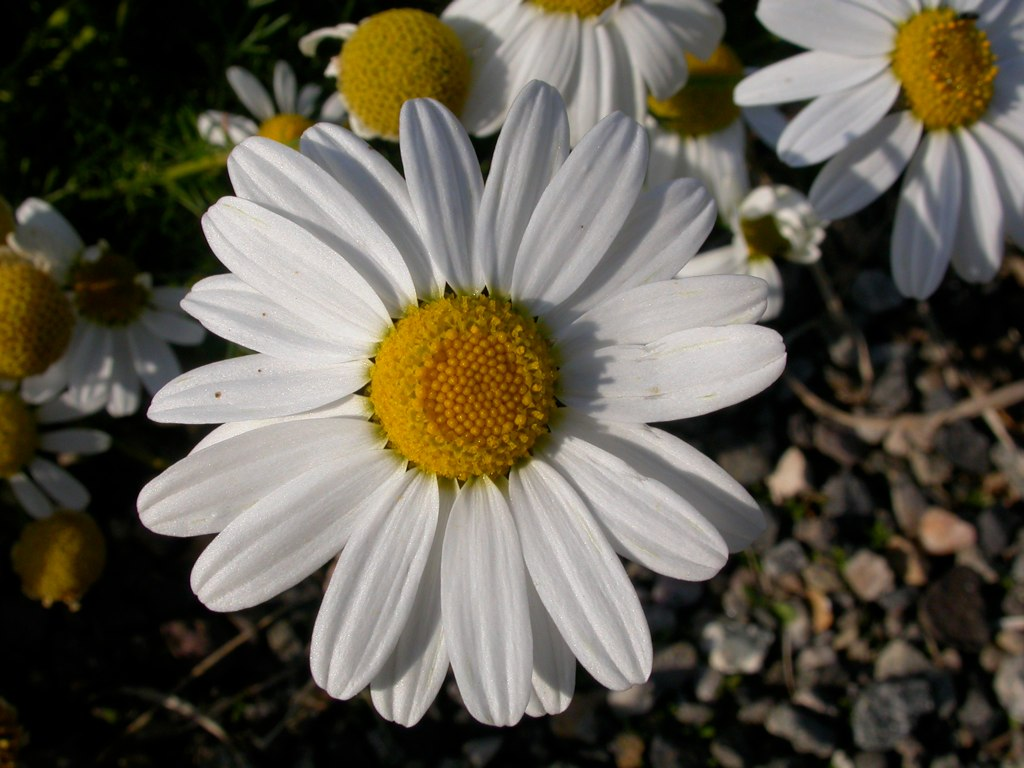
I fiori
Tripleurospermum inodorum

Portamento. Le specie di questo genere sono annuali, bienni oppure perenni, con habitus erbaceo. L'indumento può essere assente o formato da peli basifissi. Queste piante sono inodori.
Fusto. La parte aerea, con 1 - 5 steli per pianta, in genere è eretta ascendente o procombente, semplice o ramosa. La superficie può essere glabra o scarsamente pelosa (peli basifissi). Le radici sono fittonanti. Altezza media: 5 - 80 cm.
Foglie. Le foglie lungo il fusto sono disposte in modo alterno, picciolate o sessili. Sono presenti delle foglie basali appassite alla fioritura (non marcescenti). La lamina con forme oblunghe varia da strettamente dentata-lobata (3 - 5 lobi) a 1-3-pennatosetta. I margini finali sono seghettati o crenati. Le facce sono glabre o scarsamente pelose.
Infiorescenza. Le sinflorescenze comprendono sia capolini solitari che raggruppati in corimbi più o meno densi. Le infiorescenze vere e proprie sono composte da un capolino terminale di tipo sia radiato, disciforme o discoide, normalmente con fiori eterogami (raramente omogami)). La struttura dei capolini è quella tipica delle Asteraceae: un peduncolo sorregge un involucro, con forme da emisferiche a coppa, composto da 28 - 60 brattee, al cui interno un ricettacolo fa da base ai fiori di due tipi: fiori del raggio e fiori del disco. Le brattee, ampie o strette e a consistenza erbacea (brune o nere e scariose sui margini), sono disposte in modo più o meno embricato su più serie (da 2 a 5). Il ricettacolo, convesso o conico, è sprovvisto di pagliette avvolgenti la base dei fiori. Diametro dei capolini: 8 - 12 mm.
Fiori.  I fiori sono tetra-ciclici (formati cioè da 4 verticilli: calice – corolla – androceo – gineceo) e pentameri (calice e corolla formati da 5 elementi). Si distinguono in:
- fiori del raggio (esterni): da 10 a 34 per capolino, sono femminili, fertili e disposti su una sola serie; la forma è ligulata (zigomorfa); a volte possono mancare o essere sterili o neutri;
- fiori del disco (centrali): sono più numerosi (da 300 a 500) con forme brevemente tubulose (attinomorfe); sono ermafroditi fertili.

- Formula fiorale:

*/x K {\displaystyle \infty }, [C (5), A (5)], G 2 (infero), achenio
- Calice: i sepali del calice sono ridotti ad una coroncina di squame.

- Corolla: 
  - fiori del raggio: la forma della corolla alla base è più o meno tubulosa-imbutiforme (a volte pelosa), mentre all'apice è ligulata; la ligula può terminare con alcuni denti; il colore è bianco o rosa pallido;
  - fiori del disco: la forma è tubulare-cilindrica bruscamente divaricata (con forme strettamente campanulate) in 5 lobi; i lobi, patenti o eretti, hanno una forma deltata o più o meno lanceolata ed hanno delle sacche di resina; il colore può essere giallo o raramente verdastro.

- Androceo: l'androceo è formato da 5 stami (alternati ai lobi della corolla) sorretti da filamenti generalmente liberi; gli stami sono connati e formano un manicotto circondante lo stilo. Le antere possono essere sia di tipo basifisso che mediofisso. Il tessuto dell'endotecio non è polarizzato. Il polline è sferico con un diametro medio di circa 25 micron;  è tricolporato (con tre aperture sia di tipo a fessura che tipo isodiametrica o poro) ed è echinato (con punte sporgenti).

- Gineceo: l'ovario è infero uniloculare formato da 2 carpelli. Lo stilo (il recettore del polline) è profondamente bifido (con due stigmi divergenti) e con le linee stigmatiche marginali separate o contigue. I due bracci dello stilo hanno una forma troncata e possono essere papillosi o ricoperti da ciuffi di peli.

Frutti.  I frutti sono degli acheni con pappo (a volte il pappo può mancare). La sezione degli acheni si presenta triquetra: hanno due sacche di resina e 3 (1 abassiale e 2 laterali) distinte coste. La superficie è rugosa o tubercolata. Il pappo di solito è formato da una piccola coppa di squame (auricolate) oppure è assente. Il pericarpo può contenere delle cellule mucillaginifere, mentre le sacche di resina sono generalmente due.

## Biologia
Impollinazione: l'impollinazione avviene tramite insetti (impollinazione entomogama tramite farfalle diurne e notturne).

Riproduzione: la fecondazione avviene fondamentalmente tramite l'impollinazione dei fiori (vedi sopra).

Dispersione: i semi (gli acheni) cadendo a terra sono successivamente dispersi soprattutto da insetti tipo formiche (disseminazione mirmecoria). In questo tipo di piante avviene anche un altro tipo di dispersione: zoocoria. Infatti gli uncini delle brattee dell'involucro (se presenti) si agganciano ai peli degli animali di passaggio disperdendo così anche su lunghe distanze i semi della pianta. Inoltre per merito del pappo (se presente) il vento può trasportare i semi anche a distanza di alcuni chilometri (disseminazione anemocora).

## Distribuzione e habitat
Le specie di questo genere sono distribuite in tutto l'emisfero settentrionale.

### Specie della zona alpina
L'unica specie della flora italiana del genere Tripleurospermum vive nelle Alpi. La tabella seguente mette in evidenza alcuni dati relativi all'habitat, al substrato e alla distribuzione di questa specie..
| Specie | Comunità vegetali | Piani vegetazionali         | Substrato | pH     | Livello trofico | H2O   | Ambiente | Zona alpina         |
| --- | ----------------- | --------------------------- | --------- | ------ | --------------- | ----- | -------- | ------------------- |
| Tripleurospermum inodorum | 2                 | subalpino montano collinare | Ca - Si   | neutro | alto            | umido | B1 B2    | tutto l'arco alpino |
| Legenda e note alla tabella. Substrato: con “Ca/Si” si intendono rocce di carattere intermedio (calcari silicei e simili). Zona alpina: vengono prese in considerazione solo le zone alpine del territorio italiano (sono indicate le sigle delle province). Comunità vegetali: 2 = comunità terofitiche pioniere nitrofile. Ambienti: B1 = campi, colture e incolti; B2 = ambienti ruderali, scarpate. |                   |                             |           |        |                 |       |          |                     |

## Sistematica
La famiglia di appartenenza di questa voce (Asteraceae o Compositae, nomen conservandum) probabilmente originaria del Sud America, è la più numerosa del mondo vegetale, comprende oltre 23.000 specie distribuite su 1.535 generi, oppure 22.750 specie e 1.530 generi secondo altre fonti (una delle checklist più aggiornata elenca fino a 1.679 generi). La famiglia attualmente (2021) è divisa in 16 sottofamiglie; la sottofamiglia Asteroideae è una di queste e rappresenta l'evoluzione più recente di tutta la famiglia.

### Filogenesi
Il gruppo di questa voce è descritto nella tribù Anthemideae, una delle 21 tribù della sottofamiglia Asteroideae). In base alle ultime ricerche nella tribù sono stati individuati (provvisoriamente) 4 principali lignaggi (o cladi): "Southern hemisphere grade", "Asian-southern African grade", "Eurasian grade" e "Mediterranean clade". Il genere  Tripleurospermum  (insieme alla sottotribù Anthemidinae) è incluso nel clade Eurasian grade..
Nella struttura interna della sottotribù si individuano due cladi. Il genere di questa voce fa parte del clade comprendente i generi Anthemis, Cota e Nananthea.
Le specie del genere Tripleurospermum sono state spesso incluse nel genere simile Matricaria. Il genere di questa voce si distingue da quest'ultimo per gli acheni a 3 coste e con 2 sacche di resina rispetto agli acheni di Matricaria con 5 coste senza sacche apicali e per il ricettacolo pieno (privo di cavità). Inoltre Tripleurospermum produce flavonoidi 7-glicosidi rispetto a 3-glicosidi di Matricaria.
I caratteri distintivi del genere sono:
- gli acheni hanno due sacche di resina e 3 (1 abassiale e 2 laterali) distinte coste;
- la sezione degli acheni si presenta triquetra.

Il numero cromosomico delle specie di questo genere è: 2n = 18 (specie poliploidi).
In base all'"orologio molecolare", questo genere ha iniziato a divergere circa 3 milioni di anni fa.

### Elenco delle specie
Questo genere ha 41 specie:
- Tripleurospermum ambiguum (Ledeb.) Franch. & Sav.
- Tripleurospermum anchialense M.Král
- Tripleurospermum auriculatum (Boiss.) Rech.f.
- Tripleurospermum baytopianum E.Hossain
- Tripleurospermum breviradiatum (Ledeb.) Pobed.
- Tripleurospermum callosum (Boiss. & Heldr.) E.Hossain
- Tripleurospermum caucasicum (Willd.) Hayek
- Tripleurospermum conoclinum (Boiss. & Balansa) Hayek
- Tripleurospermum corymbosum E.Hossain
- Tripleurospermum decipiens (Fisch. & C.A.Mey.) Bornm.
- Tripleurospermum disciforme (C.A.Mey.) Sch.Bip.
- Tripleurospermum elongatum (Fisch. & C.A.Mey. ex DC.) Bornm.
- Tripleurospermum eskilense Tekşen & Karaman
- Tripleurospermum fissurale (Sosn.) E.Hossain
- Tripleurospermum froedinii Rech.f.
- Tripleurospermum griersonii Yıld.
- Tripleurospermum heterolepis (Freyn & Sint.) Bornm.
- Tripleurospermum homogamum G.X.Fu
- Tripleurospermum hookeri Sch.Bip.
- Tripleurospermum hygrophilum (Bornm.) Bornm.
- Tripleurospermum inodorum (L.) Sch.Bip.
- Tripleurospermum insularum Inceer & Hay.-Ayaz
- Tripleurospermum kotschyi (Boiss.) E.Hossain
- Tripleurospermum limosum (Maxim.) Pobed.
- Tripleurospermum maritimum (L.) W.D.J.Koch
- Tripleurospermum melanolepis (Boiss. & Buhse) Pobed.
- Tripleurospermum microcephalum (Boiss.) Bornm.
- Tripleurospermum monticola (Boiss. & A.Huet) Bornm.
- Tripleurospermum parviflorum (Willd.) Pobed.
- Tripleurospermum pichleri (Boiss.) Bornm.
- Tripleurospermum repens (Freyn & Sint.) Bornm.
- Tripleurospermum rosellum (Boiss. & Orph.) Hayek
- Tripleurospermum rupestre (Sommier & Levier) Pobed.
- Tripleurospermum sannineum (J.Thiébaut) P.Mouterde ex Charpin & Dittrich
- Tripleurospermum sevanense (Manden.) Pobed.
- Tripleurospermum subpolare Pobed.
- Tripleurospermum tempskyanum (Freyn & Sint.) Hayek
- Tripleurospermum tenuifolium (Kit.) Freyn
- Tripleurospermum tetragonospermum (F.Schmidt) Pobed.
- Tripleurospermum transcaucasicum (Manden.) Pobed.
- Tripleurospermum ziganaense Inceer & Hay.-Ayaz

### Specie della flora spontanea italiana
Nella flora spontanea italiana è presente la seguente specie:
- Tripleurospermum inodorum (L.) Sch.Bip. - Camomilla senza odore: l'altezza massima della pianta è di 3 - 7 dm; il ciclo biologico è annuo (o bienne); la forma biologica è terofita scaposa (T scap); il tipo corologico è Nord Europeo; l'habitat tipico sono gli incolti, i sentieri e gli orti; in Italia è una specie rara e si trova più o meno ovunque fino ad una quota di 1.200 m s.l.m..

### Sinonimi
Sono elencati alcuni sinonimi per questa entità:
- Dibothrospermum Knaf
- Gastrostylum  Sch.Bip.
- Gastrosulum  Sch.Bip.
- Rhytidospermum  Sch.Bip.
- Trallesia  Zumagl.

## Alcune specie

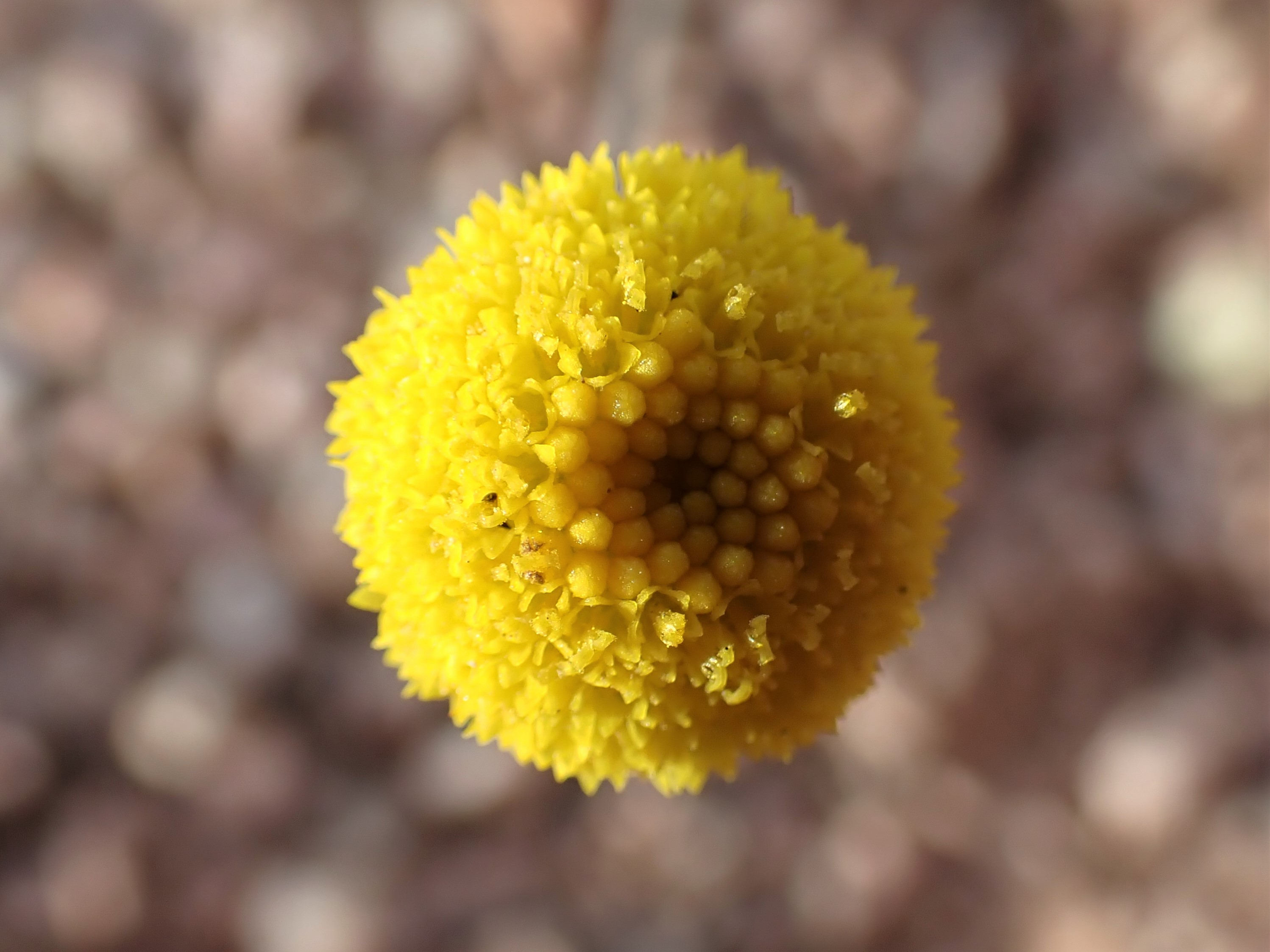
Tripleurospermum auriculatum
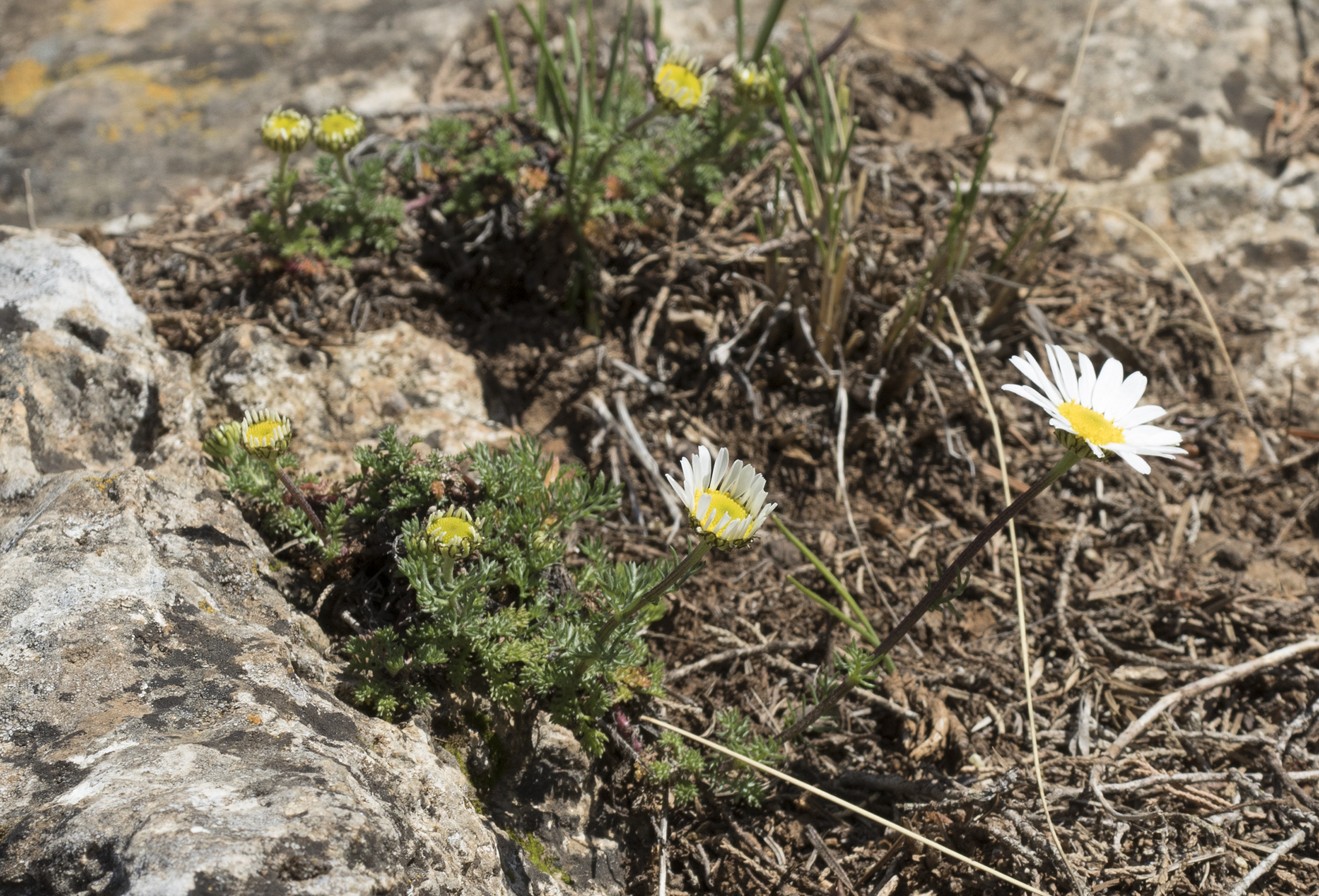
Tripleurospermum caucasicum
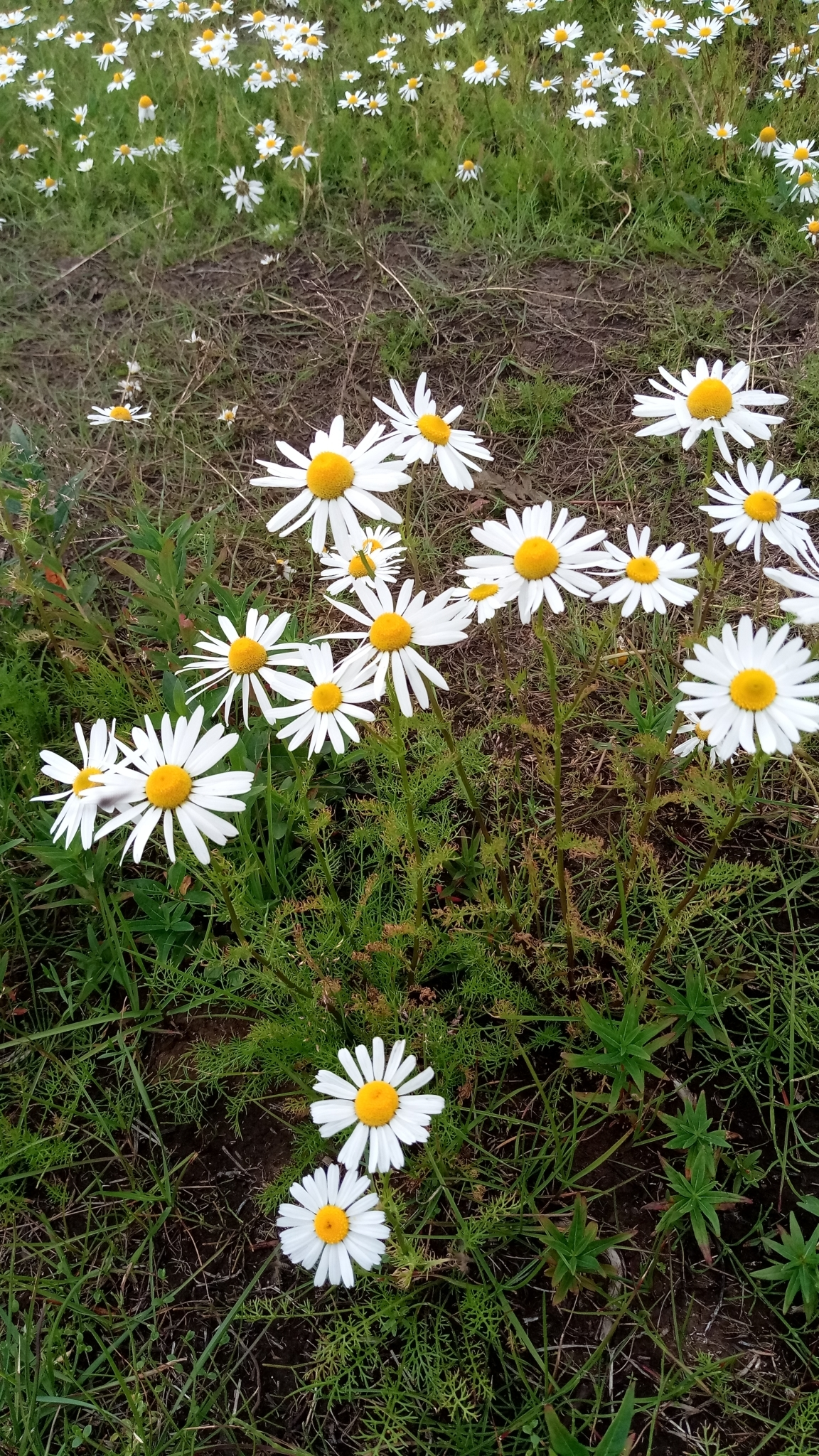
Tripleurospermum hookeri
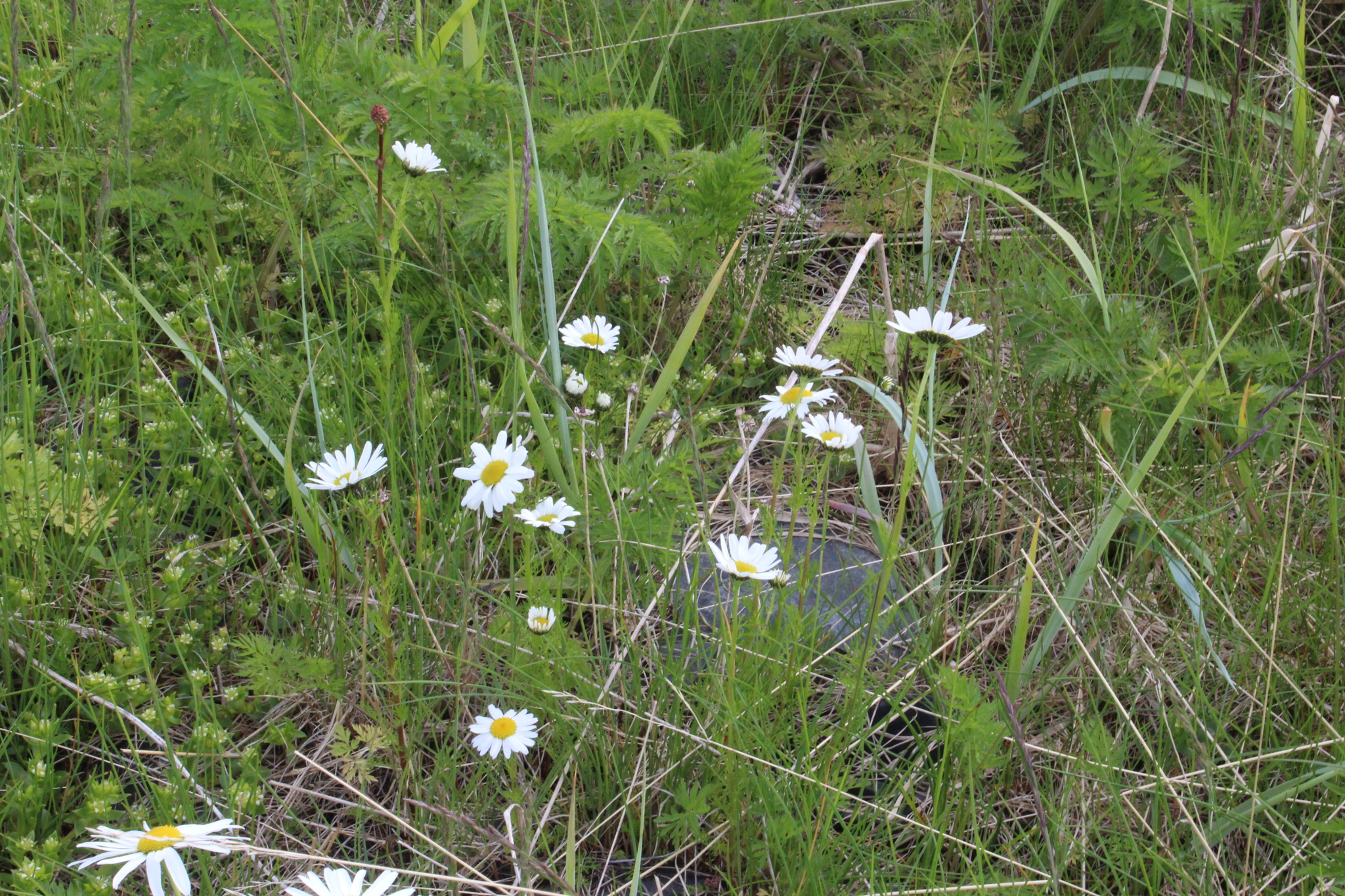
Tripleurospermum subpolare
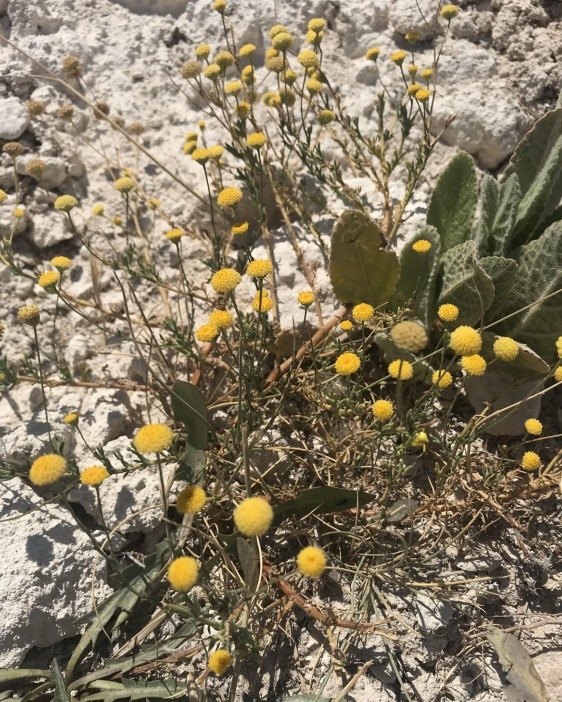
Tripleurospermum eskilense